# ارنست بل (بازیکن فوتبال)
ارنست بل (انگلیسی: Ernest Bell؛ زادهٔ) بازیکن فوتبال است.
از باشگاه‌هایی که در آن بازی کرده‌است می‌توان به باشگاه فوتبال نوتس کانتی اشاره کرد.